# Médenine
Médenine (in arabo مدنين‎?, italianizzata: Medenina) è la principale città della Tunisia sudorientale.

## Geografia fisica
La città è situata nel mezzo della Gefara tunisina e capitale del governatorato omonimo sulla strada principale per la Libia. Nella cittadina sono presenti i famosi ksour, e dei tipi di granai a forma semicilindrica, chiamati ghorfas. I primi ghorfas di Medenina risalgono al XVII secolo.

## Storia
Nel periodo pre-coloniale Medenina era già il più grande centro commerciale del Sahara, e richiamava mercanti da tutto il Nordafrica e persino dal Bornu.
Durante la Seconda guerra mondiale, nel marzo del 1943, la città fu teatro della omonima battaglia in cui il generale Erwin Rommel dell'Afrika Korps tedesca fu sconfitto dall'esercito britannico, e fu rimpiazzato dal Generale Hans-Jürgen von Arnim.
A Médenine sono state girate alcune scene di Guerre stellari. Inoltre la città è menzionata nelle serie televisive Nikita e Lost.